# Municipalitatea Playas de Rosarito

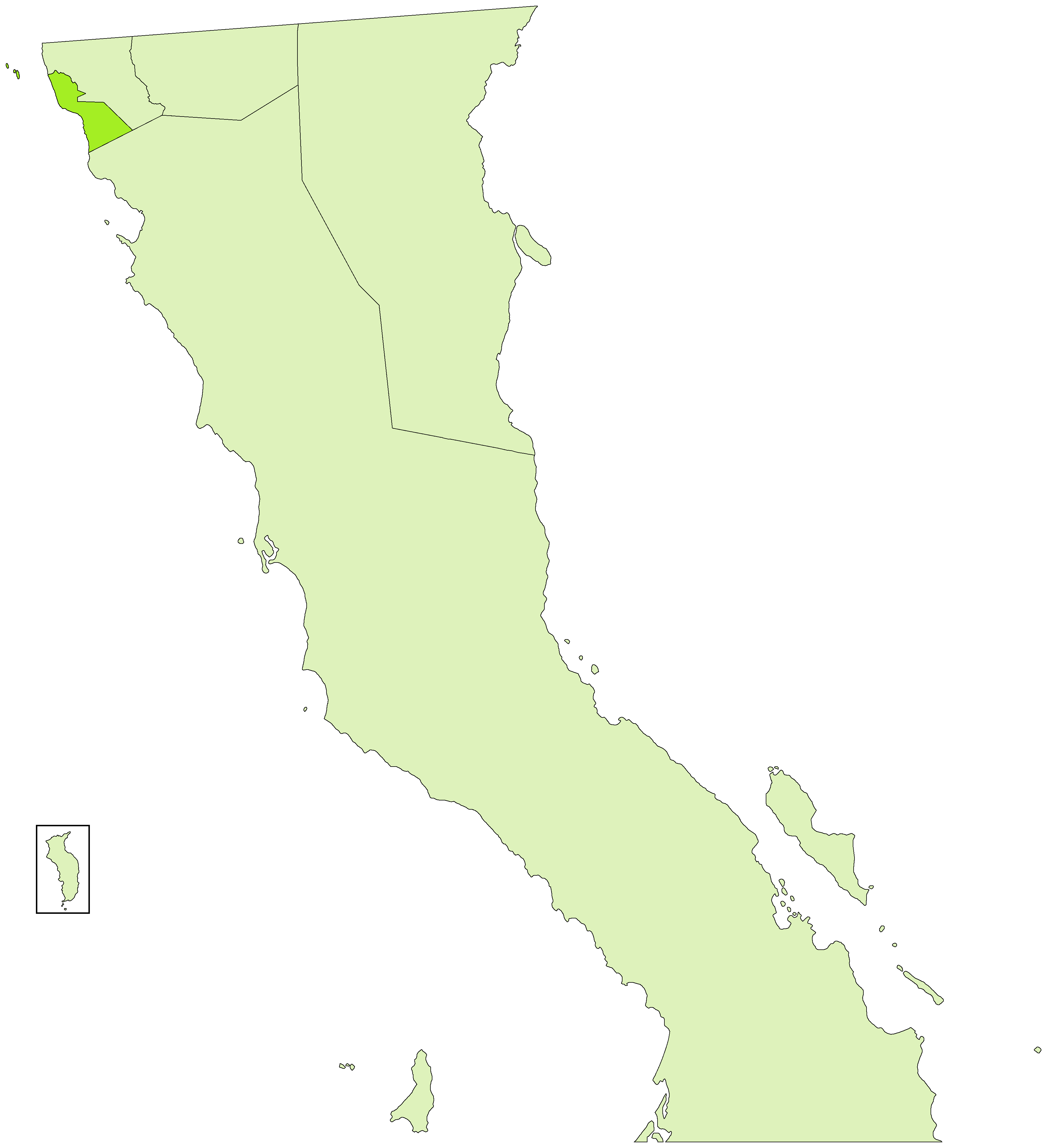
Zona municipalităţii Playas de Rosarito pe harta statului Baja California.

Playas de Rosarito este o municipalitate din statul Baja California, Mexico.
1. 1 2   http://www.snim.rami.gob.mx/ Lipsește sau este vid: |title= (ajutor)
2. ↑  Institutul național de statistică, geografie și informatică
3. ↑   http://tucodigo.mx/index.php?estado=2&mpio=5&b_query=mpio Lipsește sau este vid: |title= (ajutor)